# Rura płuczkowa
Rura płuczkowa stanowi główną część przewodu wiertniczego. Służy do przekazywania ruchu na narzędzie wiertnicze oraz do transportu płuczki wiertniczej na dno otworu wiertniczego.
Rury płuczkowe wytwarza się z wysokojakościowych odmian stali typu E, G, S. Łączone są ze sobą za pomocą zworników.